# Тијера елада
Тијера елада (шп. tierra helada — „залеђена земља“) је климатско-вегетацијски појас у Средњој и Јужној Америци, смештен између тијере фрије и тијере неваде. Клима ових простора је изузетно хладна и оштра. Температуре се крећу око 0 °C, чести су мразеви и снежне олује. Вегетацију карактеришу високе траве на мањим висинама, које полако прелазе у ксерофитно жбуње. У зависности од региона, ови простори имају различите називе и термине — „парамос“ (Колумбија, Венецуела, Перу, Панама, Костарика), „пуна“ (Аргентина, Чиле) и др. Тијера елада је ненасељена и њени нижи делови служе за испашу лама и стоке. Појас захвата надморске висине између 3.200—3.500 метара до 4.000—4.500 метара.